# آرامگاه‌های زانتوس
زانتوس که به لاتین کُسانْتوس نیز نامیده می‌شود، یکی از ایالت‌شهرهای لیکیه، سکونتگاه مردم بومی جنوب غرب آناتولی (ترکیه کنونی) بود. بسیاری از مقبره‌های زانتوس یا آرامگاه‌های زانتوس، مقبره‌های ستونی هستند که از یک اتاق تدفین سنگی در بالای یک ستون سنگی بزرگ تشکیل شده‌اند. بنا در بالای سازه سنگی قرار می‌گیرد و آن را بالاتر از چشم‌انداز قرار می‌دهد. این مقبره‌ها برای مردانی است که از اواسط قرن ششم تا اواسط قرن چهارم قبل از میلاد در یک سلسله لیکیایی حکومت می‌کردند و این بنا به نشان دادن تداوم قدرت آنها در منطقه کمک می‌کرد. این مقبره‌ها نه تنها به عنوان نوعی یادبود برای حفظ یاد حاکمان عمل می‌کردند، بلکه اقتباس از سبک یونانی را نیز آشکار می‌کنند.
زانتوس ایالت شهری بود که توسط پادشاهی اداره می‌شد که تحت فرمانروایی شاهنشاهی هخامنشی بود. تداوم حکومت سلسله در زانتوس از طریق سنت ساخت مقبره‌های ستونی نشان داده شد. هنگامی که این مقبره‌ها ساخته شدند، ایده‌های هنری غالب یونانی کلاسیک متاخر در بناهای لیکیایی نفوذ کرد. مقبره‌ها از ساخت سنت محلی دور شدند و به دنبال تجدید حیات یونانیان در این زمان، از ربع دوم قرن چهارم قبل از میلاد (۳۷۵–۳۵۰ قبل از میلاد) شروع به ایجاد نماهای معابد یونانی ستون دار کردند.
چندین مقبره توسط سر چارلز فلوس انگلیسی که در شام و آسیای صغیر کاوش می‌کرد، حفاری و در سال ۱۸۴۸ به موزه بریتانیا منتقل شدند.

## مقبره‌های ستونی یادبود

### ستون شیر

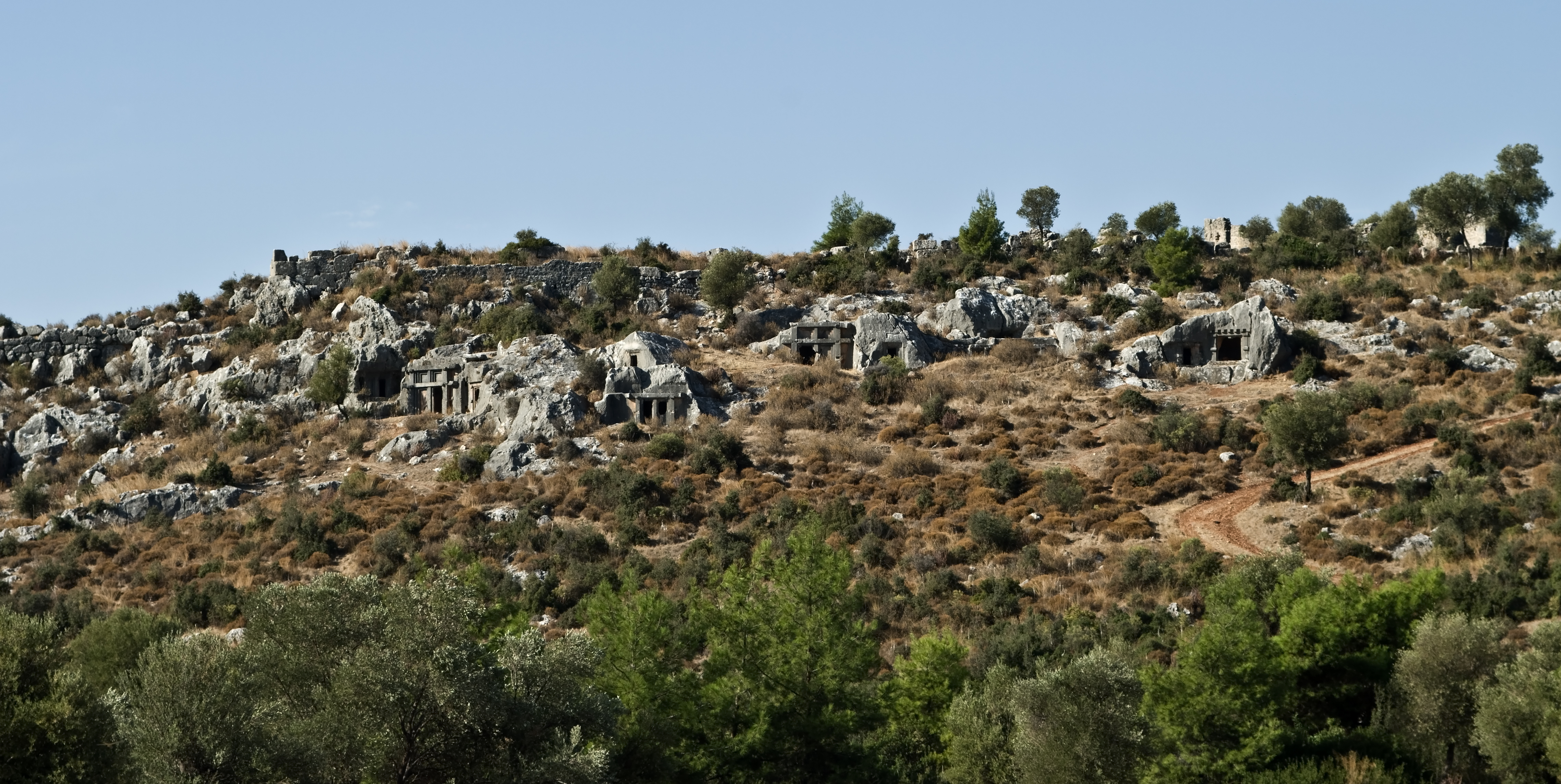
مقبره‌های لیکیایی در زانتوس.

ستون شیر که به دلیل وجود یک شیر بزرگ در نقش برجسته نامگذاری شده‌است، در شرق آکروپولیس زانتوس قرار داشت و حدود ۳ متر (۹٫۸ فوت) ارتفاع دارد. سینه سنگی از سنگ آهک سفید است که به تناسب بدن تراشیده شده‌است. فرض بر این است که این مقبره بین اوایل و اواسط قرن ششم قبل از میلاد ساخته شده‌است. هماهنگی بین مجسمه برجسته بالایی در انتها و مجسمه برجسته پایین در مرکز تابوت ایجاد می‌شود. جزئیات دیوارها نشان می‌دهد که صنعتگران یونانی بوده‌اند، همان‌طور که در تصویرهای شکل انسان در سمت غربی تابوت آشکار می‌شود. یک شیر توسط مردی نگه داشته می‌شود که بدنش به سادگی مشخص شده‌است: برهنه و با انحنای کمی معین. لبخند باستانی و ریزش موهای او نشانه‌هایی از سبک قوی یونانی باستانی است.
در ضلع جنوبی جلوی تابوت نقش یک شیر دراز کشیده‌است که به صورت برجسته تراشیده شده‌است. شیر رو به چپ است، بدنش در انتهای بلوک قرار دارد. سر کوچک گاو نر که توسط شیر گرفته شده‌است بین پنجه‌هایش قرار دارد. زیر گاو نر لوحی بود که کتیبه روی آن محو شده‌است. در ضلع شمالی بنای یادبود، تصاویر بیشتری از شیرها دیده می‌شود. روش کنده کاری به کار رفته در این نقش برجسته شبیه به روشی است که در ضلع جنوبی دیوارپوش به کار رفته‌است و جزئیات و طرح کلی فرم با استفاده از خط مشخص شده‌است. شیر در سمت شرقی لاغرتر به نظر می‌رسد.
در ضلع شرقی بنای یادبود، نیمه پایینی بدون تزئین باقی مانده‌است و به احتمال زیاد نیمه بالایی دارای یک حاشیه زینتیبرجسته بوده است. با این حال، طول کامل حاشیه زینتی بالایی ناشناخته است، زیرا بخشی از آن شکسته شده‌است و اطلاعاتی را که می‌توان از تصاویر به دست آورد، محدود می‌کند. در سمت چپ ضلع شرقی بنای یادبود، صحنه‌های نظامی در نقش برجسته سربازانی را با سپر، کلاه ایمنی و یک سلاح به تصویر کشیده شدند. در سمت راست حاشیه زینتی، سوارکاری است که خرقه کوتاه و کلاه ایمنی به تن دارد، همراه با خدمتکاری که تونیک یونانی بر تن دارد و نیزه ای حمل می‌کند.
شمایل نگاری منحصر به فرد مورد استفاده در بنای تاریخی مورد توجه بسیاری از محققان قرار گرفته‌است. منظور از آن بیان حقانیت صاحب مقبره و ارتباط او با شاهنشاهی هخامنشی بوده‌است. خود مقبره ستونی باستانی، که قدیمی‌ترین نمونه از سبک معماری منحصر به فرد لیکیا است، به منشأ لیکیایی آن اشاره دارد. مالک احتمالاً یک لیکیایی بوده‌است که به عنوان اولین فرمانروای محلی در زمان هخامنشیان منصوب شده بود.

### مقبره هارپی
آرامگاه هارپی، که در آکروپولیس واقع شده‌است، احتمالاً در ۴۷۰–۴۸۰ قبل از میلاد با تزئینات به سبک یونانی باستانی ساخته شده‌است.
تفسیر شمایل نگاری آرامگاه در طول زمان توسعه یافته‌است. در ابتدا، اعتقاد بر این بود که بانوان‌ بالدار روی حاشیه زینتی به افسانه‌ای در مورد خشونت اعمال شده به خانواده سلطنتی لیکیا اشاره می‌کنند. سپس، فرض بر این بود که از آنجایی که این مقبره توسط صنعتگران و کارگران یونانی ساخته شده‌است، تصاویر به صحنه ای از جهان اموات اشاره می‌کنند و از شمایل‌نگاری برای تأکید بر استفاده در مراسم تدفین از این سازه استفاده شده‌است. مقبره‌هایی که در سرزمین اصلی یونان بنا می‌شدند، همان‌طور که نشان داده می‌شوند، شامل پیکره‌های خدایان نبودند، بنابراین نظریه سومی ایجاد شد. نظریه سوم این است که نسل‌های متعدد چهره‌هایی که در اطراف نقش به تصویر کشیده شده‌اند، نشانه‌ای از پرستش قهرمان هستند که حول افراد مدفون در مقبره متمرکز شده‌اند.

### ستون کتیبه‌دار

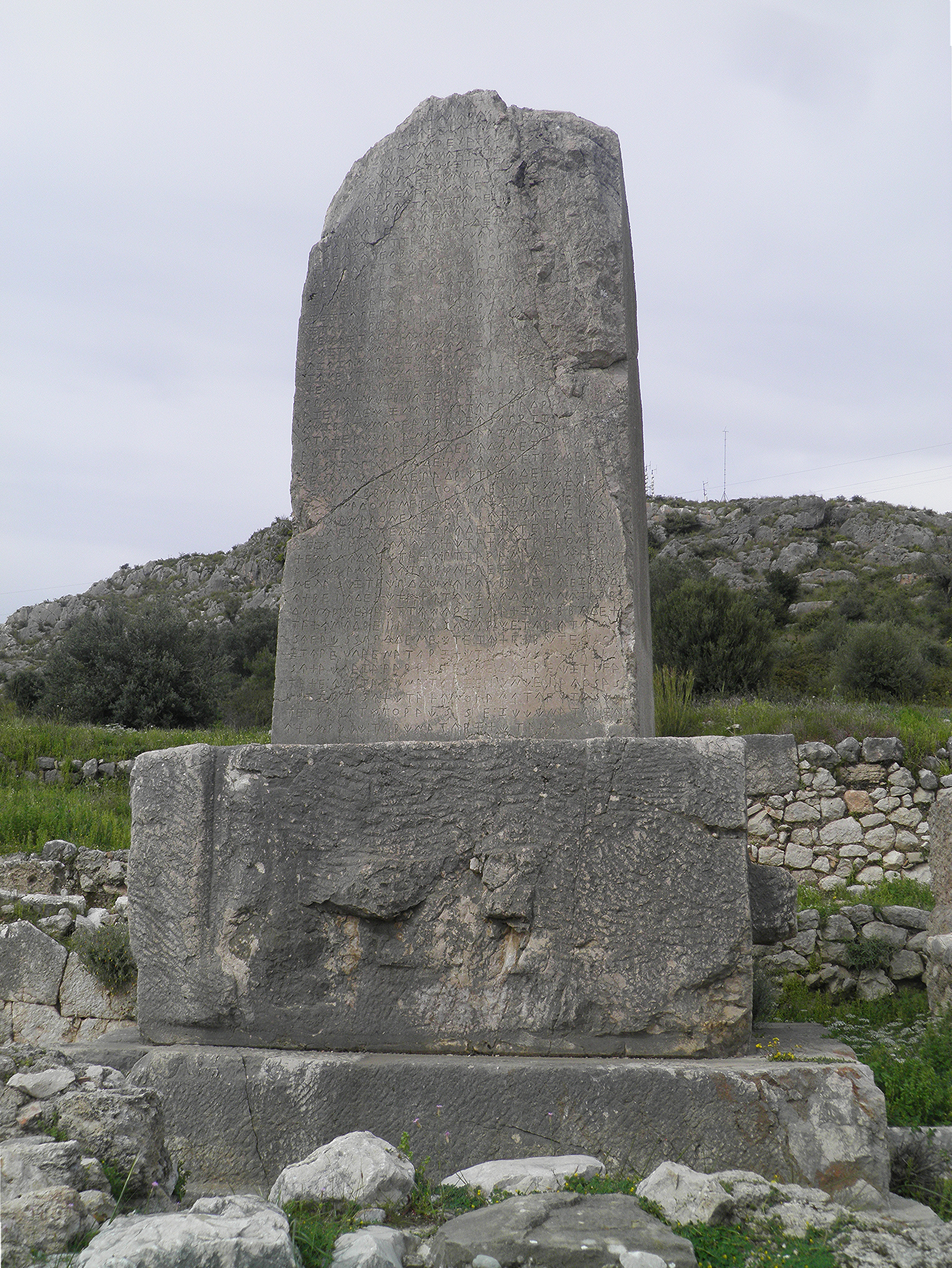
ابلیسک زانتیان

ستون کتیبه‌ای زانتوس که به نام ابلیسک زانتیایی نیز شناخته می‌شود، و در ۴۰۰ سال پیش از میلاد میسیح ساخته شده‌است مانند دیگر مقبره‌های ستونی در زانتوس، ستون کتیبه‌دار از یک گلدان برجسته با یک مقبره مجلسی برخوردار بود که از بیرون با حاشیه زینتی تزئین شده بود و مجسمه‌ای از یک پادشاه زانتیا، در بالای آن قرار داشت. دیوارها صحنه‌هایی از زندگی شاه از جمله صحنه‌های شکار و نبرد را به تصویر می‌کشیدند. فعالیت لرزه‌ای در دوران باستان احتمالاً باعث سقوط مقبره اتاقی شده‌است.
دانشمندان دربارهٔ سازندگان کتیبه‌هایی که به زبان یونانی و دو نوع مختلف لیکیایی نوشته شده‌اند، حدس و گمان ارائه کرده‌اند. کتیبه یونانی تقدیم این بنای تاریخی است که احتمالاً به ۱۲ خدای یونانی اختصاص دارد و قدیمی‌ترین کتیبه یونانی شناخته شده در لیکیا است. کتیبه‌های زبان میلواسی (لیکیایی ب یا لیکیایی ۲) هنوز به‌طور کامل رمزگشایی نشده‌اند، اما کتیبه‌های لیکیایی ۱، آخرین کتیبه‌هایی که بر روی ستون حک شده‌است، ترجمه شده‌اند. خالق ستون کتیبه‌ای ناشناخته است، زیرا تعدادی از حروف تشکیل دهنده نام فرد در کتیبه لیکیایی گم شده‌است.

## سایر بناهای تاریخی

### بنای یادبود نرید
بنای یادبود نرید یونانی مقبره‌ای است که به نام سه زن بین ستون‌های جلویی نامگذاری شده‌است. این بنا به نظم یونی (یک نوع حروف سیاه) ساخته شده و شکل آن نیز شبیه معبد یونی است که ۳۸۰ سال قبل از میلاد مسیح ساخته شده، معماری تشییع جنازه موازی با معماری مذهبی است که در اواخر یونان کلاسیک توسعه یافت. این بنا مستقیماً بر معماری منطقه‌ای، از جمله آرامگاه هالیکارناس، یکی از عجایب هفتگانه جهان باستان، تأثیر گذاشت.
سکویی که روی آن قرار گرفته‌است با مجسمه‌های برجسته پوشیده شده‌است. زنانی که به تصویر کشیده شده‌اند یا به عنوان نریدس شناخته شده‌اند، به «شکل نگاری ترکیبی» موجود در بنای تاریخی، امکان تفسیرهای متعدد را فراهم می‌کند. بیان قدرت با وجود آرامگاه بودن، موضوعی فراگیر در این بنا است. اندازه و موقعیت بزرگ در یک سنت سلسله‌ای از مقبره‌های ستونی به بیان منابع قدرت حاکم، پادشاه اربینا از سلسله زانتیان، که در داخل این بنا دفن شده بود کمک می‌کند. این بنای تاریخی ارجاعات زیادی به قدرت او دارد، زیرا دیوارها هم صحنه دربار و هم صحنه نبرد را به تصویر می‌کشند. روی سکو، شمایل‌نگاری ترکیبی است و از شمایل‌نگاری یونانی در دو حاشیه تزئینی پایین و قرن هفتم تا هشتم قبل از میلاد استفاده شده‌است. شمایل آشوری قدرت، بر روی دو نقش برجسته نیز مشخص است. هر مجموعه‌ای از حاشیه‌های تزئینی، در سکو، آرشیترو (نوعی تصویرسازی پنجره‌ای در معماری باستان) و فضای داخلی، هر کدام صحنه‌هایی از زندگی سیاسی و همگانی و همچنین وظایف مدنی و مذهبی را نشان می‌دهد.

### مقبره‌های دیگر
مقبره‌های دیگری در زانتوس وجود داشت. آنها عبارتند از "ستون کشتی گیران"، "ستون تئاتر"، "ستون آکروپلیس" و " آرامگاه پایاوا ".

## تأثیرات سبکی
مقبره‌های زانتوس شکل و تزئینات خود را از منابع مختلف گرفته‌اند. فرم مقبره ستونی از نوع معماری متمایز لیکیایی بود، اما سبک‌ها و شمایل نگاری‌های لیکیایی، یونانی و ایرانی در مجسمه‌های برجسته مشهود است. لیکیایی‌ها عمدتاً از مضامین یونانی کلاسیک متأخر در مجسمه‌های برجسته خود استفاده می‌کردند.
این مقبره‌ها نشان دهنده نفوذ فرهنگ و هنر یونانی در آناتولی در دوره کلاسیک متاخر است که شامل استفاده از سبک به اصطلاح «یونان شرقی» بود. نمونه‌ها عبارتند از مجسمه‌های برجسته روی بنای نرید و تصویر شکارچیان و شیرها به سبک یونانی باستانی روی مقبره شیر.